# Christian Klar
Christian Klar (n. 20 mai 1952, Freiburg) este un terorist vest-german; membru al organizației Rote Armee Fraktion.
În 1976 a aderat împreună cu prietenii săi Günter Sonnenberg, Knut Folkerts, Roland Mayer și Adelheid Schulz la RAF.
Arestat în 1982, a fost condamnat la închisoare pe viață printre altele pentru asasinarea lui Siegfried Buback.